# József Marx
József Marx (n. 23 aprilie 1914, Mureș-Oșorhei, Austro-Ungaria – d. 30 aprilie 1992, Târgu Mureș, România) a fost un fotograf austro-ungar și român de origine etnică maghiară.

## Biografie
A absolvit Colegiul Bethlen din Aiud în 1931 și a urmat dreptul la Universitatea Franz Joseph din Cluj între 1940 și 1942. În timpul celui de-al Doilea Război Mondial a fost luat prizonier la Erevan și după revenirea în țară a devenit director al societății comerciale „Alimentara” iar mai târziu director de secție la Direcția Comercială a Regiunii Autonome Maghiare și a Regiunii Mureș-Autonome Maghiare.
Primul contact cu fotografia l-a avut când în anul 1931 a câștigat un premiu la un concurs de artă fotografică.

### Fotograf
La invitația lui András Sütő, Marx a fost angajat în 1958 ca fotoreporter al ziarului Művészet⁠(hu)[traduceți] („Artă”, mai târziu redenumit Új Élet) din Târgu Mureș, atunci devenind fotograf profesionist.
Pentru ziar și restul timpului a realizat reportaje dar și lucrări fotografice precum fotografii monumentale, specifice, portrete și nuduri, având în total peste 200.000 de mii de fotografii realizate, unele dintre ele apărând în ziarele A Hét⁠(hu)[traduceți], Dolgozó Nő⁠(hu)[traduceți], Utunk precum și publicații străine. Majoritatea acestora sunt păstrate în custodia Muzeului „Haáz Rezső” din Odorheiu Secuiesc.
În perioada 1961-1983 a fost fotograf de scenă la Teatrul din Târgu Mureș, realizând fotografii în tehnica alb-negru cu conținut antagonic.
A fost ales membru al Fédération Internationale de l'Art Photographique⁠(en)[traduceți] (FIAP) în 1960 iar în 1969 FIAP i-a acordat titlul de Artist Remarcabil; a mai primit premiile Honoraire Excellence și Honoraire. În 1976, a primit o scrisoare de laudă de la Organizația Națiunilor Unite pentru realizările sale în domeniul fotografiei internaționale.
Până la pensionarea sa din 1974 a fost colaborator intern al ziarului.